# Bazyli (Michajłow)
Bazyli, imię świeckie Wasił Michajłow (ur. w maju 1847 w Stambule, zm. 24 stycznia 1927 w Ruse) – bułgarski biskup prawosławny.

## Życiorys
Edukację na poziomie podstawowym odebrał w bułgarskojęzycznej szkole przy cerkwi św. Stefana. Po jej ukończeniu w 1861 został na krótko kanonarchą w tejże cerkwi. W 1861 wyjechał do Belgradu, gdzie do 1865 uczył się w gimnazjum. Poznał w tym okresie bułgarskich działaczy niepodległościowych na emigracji: Wasyla Lewskiego, Georgi Rakowskiego, Stefana Karadżę, Wasyla Drumewa i Hadżi Dymitra. Od 1865 do 1866 przebywał ponownie w Konstantynopolu, ucząc się języka greckiego. Następnie został przyjęty do szkoły teologicznej Patriarchatu Konstantynopolitańskiego na wyspie Chalki. Ukończył ją w 1872. 27 czerwca tego samego roku złożył w bułgarskiej cerkwi św. Stefana w Stambule wieczyste śluby mnisze, po czym został wyświęcony na hierodiakona przez biskupa makariopolskiego Hilariona. W tym samym roku Hilarion został biskupem wielkotyrnowskim. Bazyli wyjechał razem z nich do Wielkiego Tyrnowa i do śmierci hierarchy był diakonem w soborze w tymże mieście. W 1875 został sekretarzem metropolity dorostolsko-czerweńskiego Grzegorza. Funkcję tę pełnił do 1879, gdy wyjechał na studia filozoficzne i teologiczne do Monachium i Lipska. W 1884 w Heidelbergu otrzymał tytuł doktora filozofii. Wrócił do Bułgarii i na początku roku 1885 został wyświęcony na hieromnicha, a następnie podniesiony do godności archimandryty. Metropolita Grzegorz mianował go również protosynkellosem eparchii dorostolskiej.
W 1891 otrzymał nominację do przyjęcia chirotonii biskupiej z tytułem metropolity sofijskiego, jednak w liście do egzarchy Bułgarii Józefa odmówił przyjęcia tej godności, pragnąc pozostać w eparchii dorostolskiej i nadal pomagać w pracy duszpasterskiej będącemu w podeszłym wieku metropolicie Grzegorzowi. Pozostał protosynkellosem eparchii dorostolskiej do 1898, gdy Grzegorz zmarł. Został wówczas wybrany na jego następcę; jego chirotonia miała miejsce 18 lipca 1899.
Był osobistym spowiednikiem egzarchy Józefa oraz opiekunem duchowym następcy tronu księcia Borysa, przyszłego cara Borysa III. Od 1918 do 1921 przewodniczył Świętemu Synodowi Bułgarskiego Kościoła Prawosławnego (co ówcześnie, wobec braku wybranego egzarchy, oznaczało kierowanie Kościołem). Zmarł w 1927 w Ruse i został pochowany w miejscowym soborze Trójcy Świętej.